# Weidnitz
Weidnitz ist ein Stadtteil von Burgkunstadt im oberfränkischen Landkreis Lichtenfels im Norden des Freistaates Bayern.

## Geografische Lage
Das Dorf Weidnitz liegt am südlichen Ende des nur wenige hundert Meter langen Silberbachtals im obermainischen Bruchschollenland, auf 277–314 m ü. NN. Durch das Dorf verläuft die B 289. Der Main fließt knapp einen Kilometer am südlichen Ortsrand vorbei. Am östlichen Ende ist Weidnitz mit dem Stadtkern von Burgkunstadt zusammengebaut.

## Geschichte

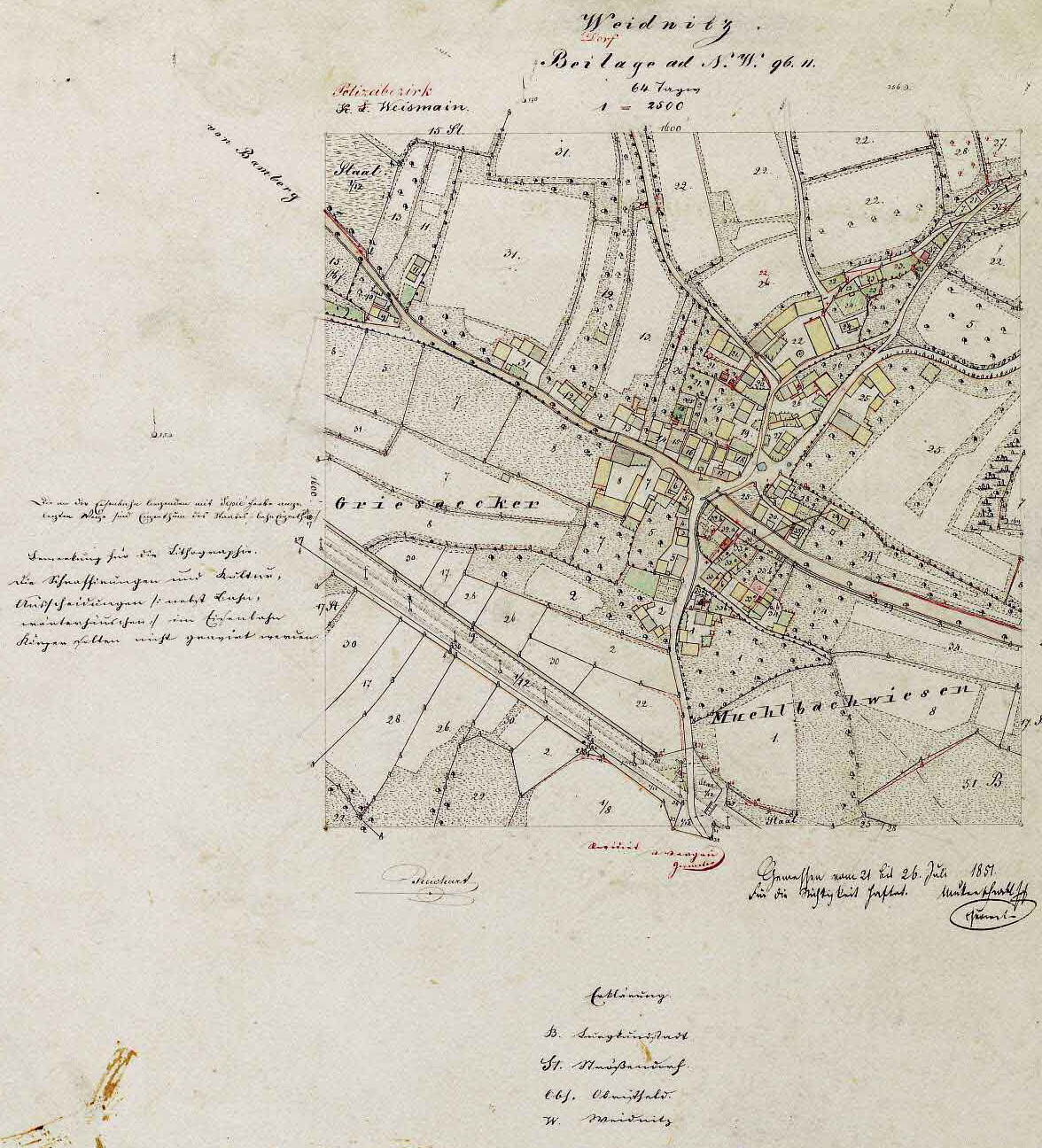
Historischer Ortsplan von Weidnitz aus dem Jahr 1851

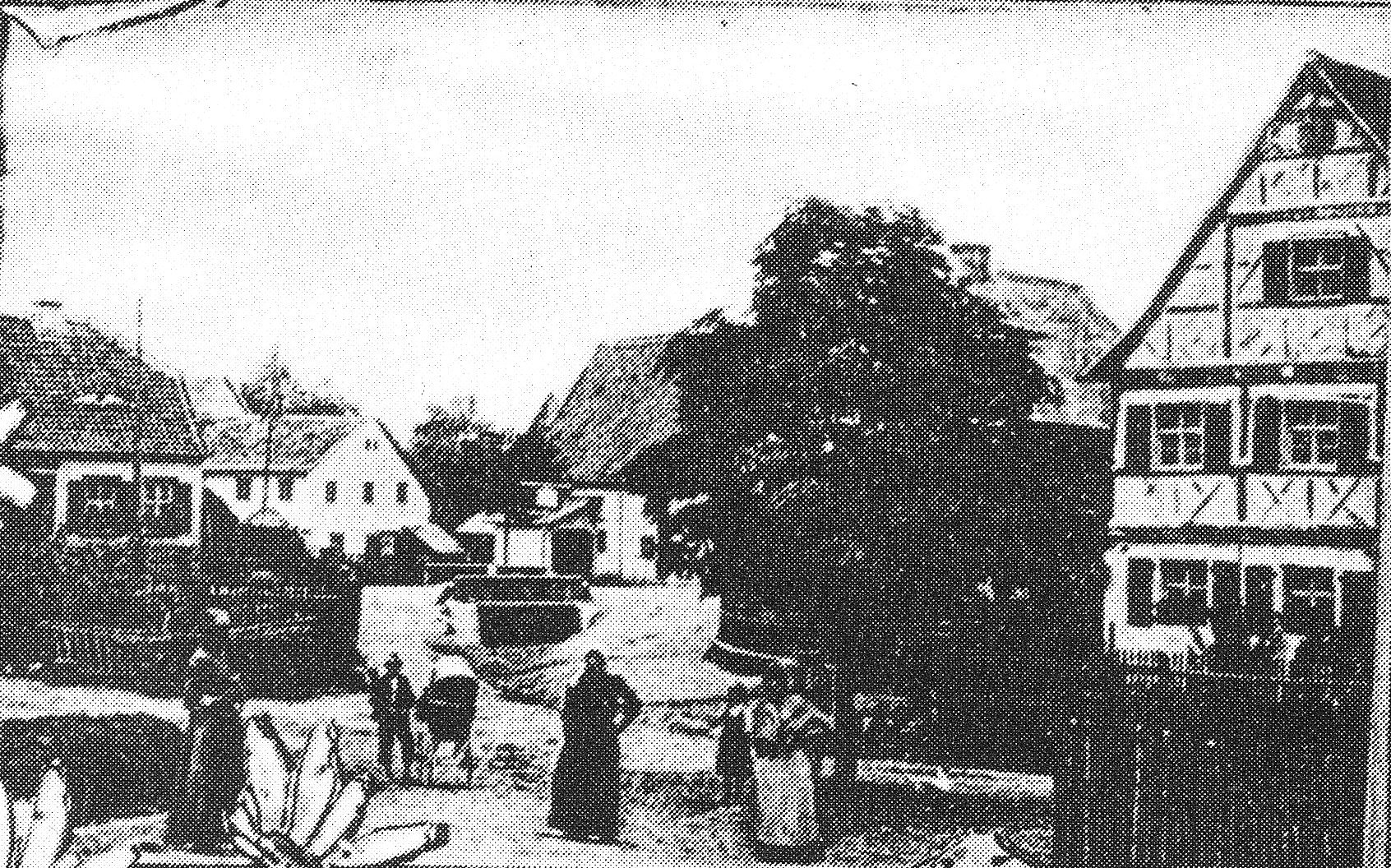
Die Dorfmitte von Weidnitz. Ausschnitt aus einer Postkarte von Weidnitz aus dem Jahr 1914

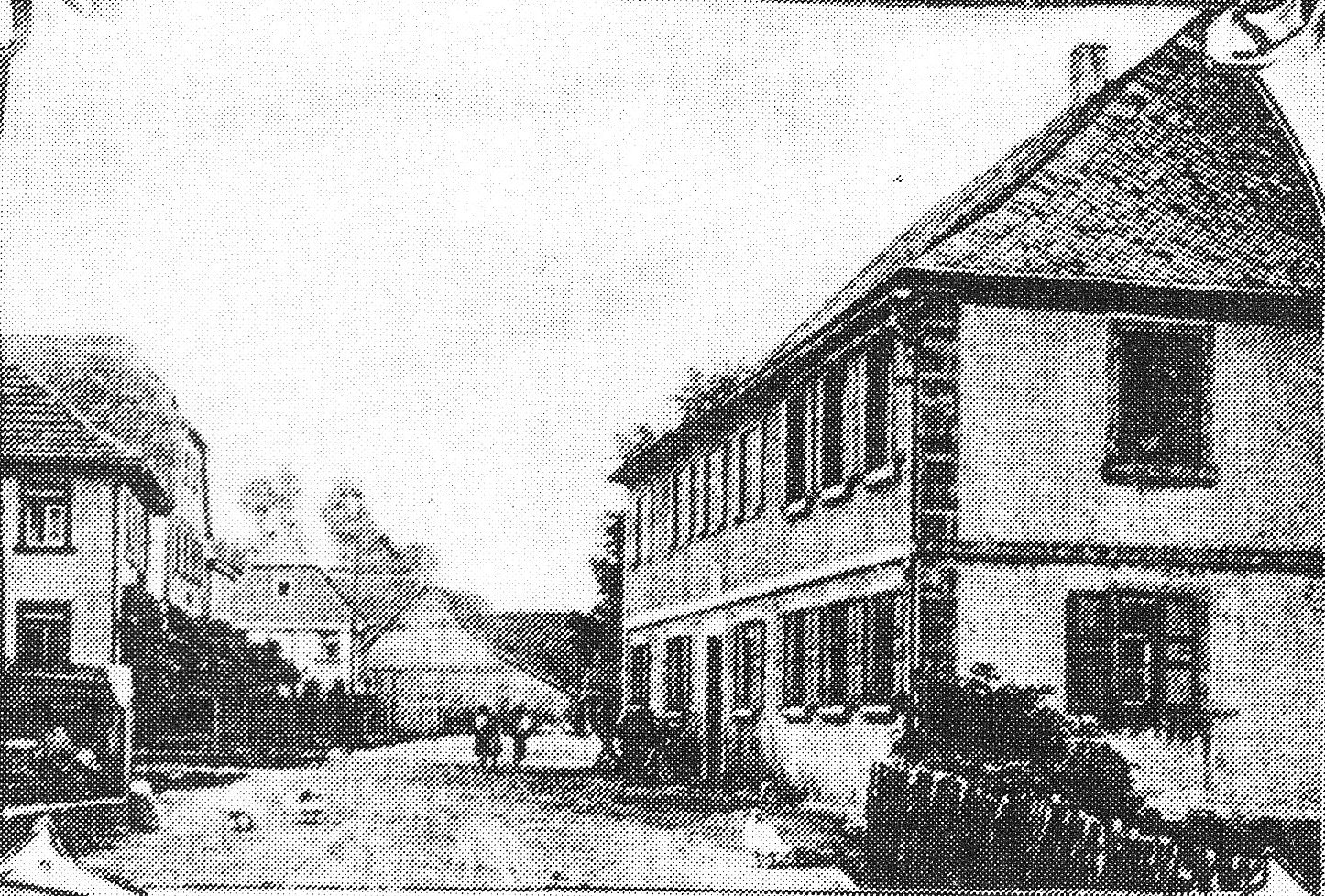
Die Ortsdurchfahrt von Weidnitz in Richtung Burgkunstadt (heutige B 289). Ausschnitt derselben Postkarte.

Im 9. oder 10. Jahrhundert gründete der Slawe Vido auf dem Gebiet des heutigen Weidnitz einen Fronhof. Der Name der damaligen Siedlung lautete vermutlich „Vidonici“.
Erstmals schriftlich erwähnt wurde der Ort 1180 in einer Urkunde über einen „Rudolfus de Widence“. In einer anderen Urkunde aus dem Jahr 1332 wird eine „Curia“ (Hof eines Bischofs) in Weidnitz erwähnt. Um die Wende vom 13. zum 14. Jahrhundert starb das Geschlecht der von Weidnitz vermutlich aus. Damit war die Spaltung des mittelalterlichen Fronhofverbandes verbunden. Es entstand durch Teilung des weitläufigen Gutes ein Weiler mit mehreren Halb-, Viertel- und Achtelhöfen sowie kleineren Selden und „Troßhäusern“. Im Laufe der Jahrhunderte wuchs Weidnitz stetig und der Name entwickelte sich von seiner Frühform „Widence“ über „Widenca“, „Weydenz“ (1341), „Weidenitz“ (1355) und „Weydtnitz“ zum heutigen Weidnitz.
Ein Schloss in schaumbergischen Besitz wurde in Weidnitz erstmals 1686 erwähnt. Im Jahr 1747 wurde Weidnitz als Ortschaft im Besitz der Familie von Schaumberg genannt. Gegen Ende des 18. Jahrhunderts war in Weidnitz ein Amtsmann der Familie von Schaumberg mit eigenem Amtshaus eingesetzt. Vor der schaumbergischen Herrschaft gehörte der Ort den von Redwitz, von Aufseß, zum Territorium der Bamberger Fürstbischöfe und dem Kloster Sonnefeld.
Mit dem Beginn der Industrialisierung und der maschinellen Schuhfertigung in Burgkunstadt stieg die Bevölkerung Weidnitzs rasch an, die Entwicklung zum Arbeiterdorf setzte ein und die bauliche Lücke zwischen Weidnitz und Burgkunstadt wurde immer geringer.
Als erste Gemeinde schloss sich Weidnitz am 1. Juli 1971 der Stadt Burgkunstadt an. Am 30. Juni 1971 fanden sich zahlreiche Bürger, mehrere Kommunalpolitiker und die damaligen Bürgermeister Pfadenhauer (Burgkunstadt) und Mader (Weidnitz) an der damaligen Ortsgrenze ein, wo die beiden Bürgermeister ein über die Straße gespanntes Band zerschnitten, das die Vereinigung symbolisierte.

### Einwohnerentwicklung
Die Tabelle gibt die Einwohnerentwicklung von Weidnitz anhand einzelner Daten wieder.
| Jahr | Einwohner | Quelle |
| ---- | --------- | ------ |
| 1987 | 371       | [ 6 ]  |
| 2001 | 723       | [ 7 ]  |
| 2002 | 728       | [ 7 ]  |
| 2003 | 724       | [ 7 ]  |
| 2004 | 718       | [ 8 ]  |
| 2005 | 714       | [ 8 ]  |
| 2006 | 719       | [ 8 ]  |
| 2007 | 709       | [ 1 ]  |
| 2008 | 702       | [ 1 ]  |
| 2009 | 733       | [ 1 ]  |
| 2010 | 730       | [ 1 ]  |

## Vereine
- Freiwillige Feuerwehr Weidnitz
- Gesangverein 1923 Weidnitz
- Jagdgenossenschaft Weidnitz